# Kaz̄araj
Kaz̄araj (persiska: کذرج) är en ort i Iran.   Den ligger i provinsen Östazarbaijan, i den nordvästra delen av landet, 400 km nordväst om huvudstaden Teheran. Kaz̄araj ligger 1 495 meter över havet och antalet invånare är 291.
Terrängen runt Kaz̄araj är kuperad åt nordväst, men åt sydost är den platt. Terrängen runt Kaz̄araj sluttar söderut.Runt Kaz̄araj är det ganska glesbefolkat, med 40 invånare per kvadratkilometer. Närmaste större samhälle är Tark, 7,0 km öster om Kaz̄araj. Trakten runt Kaz̄araj består i huvudsak av gräsmarker.